# 제18회 미쟝센 단편 영화제
제18회 미쟝센 단편 영화제는 2019년 6월 27일에 열린 시상식이다.

## 수상 및 후보

### 비정성시 최우수작품상
- 안녕, 부시맨 - 김용천 수상

### 사랑에관한짧은필름 최우수작품상
- 주근깨 - 김지희 수상

### 절대악몽 최우수작품상
- 양 - 나영길 수상

### 희극지왕 최우수작품상
- 유월 - 이병윤 수상

### 4만번의구타 최우수작품상
- 캠핑 - 한지수 수상

### 심사위원특별상
- 나의 새라씨 - 김덕근 수상
- 밀크 - 장유진 수상
- 별들은 속삭인다 - 여선화 수상

### 심사위원 특별상 연기부문
- 나의 새라씨 - 오민애 수상
- 주근깨 - 권영은 수상

### I love Shorts! 관객상
- 눈치돌기 - 김현 수상

### 베스트 오브 무빙 셀프 포트레이트
- 미수금 - 유훈영 수상

### 미쟝센 편집상
- 캐쉬백 - 박세영 수상

### 미쟝센 안무상
- 유월 - 이병윤 수상

### 부천 판타스틱 특별상
- 냉장고 속의 아빠 - 정인혁 수상

### 비정성시 부문
- 그녀의 씬 - 김경주
- 기대주 - 김선경
- 나의 새라씨 - 김덕근
- 너무 무겁지도 가볍지도 않게 - 조윤선
- 다운 - 이우수
- 당신이 알지 못하나이다 - 신은섭
- 밀크 - 장유진
- 분실 - 구양욱
- 빈 집 - 김예지
- 상팔자 - 김민재
- 생일 - 김율희
- 안녕, 부시맨 - 김용천
- 요나의정원 - 이경원
- 이상한 슬픔 - 오세호
- 해미를 찾아서 - 허지은 외 1명

### 사랑에 관한 짧은 필름 부문
- L+ - 구정회
- 눈물 - 오성호
- 대리시험 - 김나경
- 미수금 - 유훈영
- 바다 저 편에 - 김시진
- 별들은 속삭인다 - 여선화
- 봄밤 - 윤대원
- 엄마가 결혼한대 - 전도희
- 우린같이 영화를보고 소설을읽어 - 이연철
- 재회 - 이건희
- 주근깨 - 김지희
- 하고 싶은 아이 - 김여정

### 희극지왕 부문
- 노량대첩 - 김소현
- 눈치돌기 - 김현
- 안녕 내 사랑 - 정혜연
- 어라운드맨 - 최진
- 오늘 이 순간 - 김권환
- 유월 - 이병윤
- 전 부치러 왔습니다 - 장아람
- 젖꼭지 - 김용승
- 주인이세요 - 이경원
- 캐쉬백 - 박세영
- 판문점 에어컨 - 이태훈
- 푸른방에 찾아온 자객 - 최병권

### 절대악몽 부문
- 거미 - 구소정
- 공허충 - 정재용
- 기로 - 한지수
- 냉장고 속의 아빠 - 정인혁
- 링링 - 윤다영
- 매몽 - 박강
- 손과 날개 - 변성빈
- 신에게 보내는 편지 - 강다연
- 양 - 나영길
- 우로보로스 - 계영호
- 프라사드 - 장준엽

### 4만번의 구타 부문
- 노량진 - 김정호
- 덫 - 한정아
- 데드라인 - 최병권
- 미래의 밤 - 신지훈
- 출장 - 이원규
- 캠핑 - 한지수
- 택싱 데이 - 이재휘
- 포상휴가 - 신기헌
- 풀 하우스 - 강동인

### 국내초청
- 저 사람 - 김연조
- 텐더 앤 윗치 - 전두관
- 몸 값 - 이충현
- 컨테이너 - 유우일

### 국내초청 - 여성 감독 특별전
- 5월 14일 - 부은주
- 소녀 배달부 - 박영주
- 영희씨 - 방우리
- 청춘과부 - 주혜리
- 님의 침묵 - 이정민

### 전년도 수상작
- 화려한 외출 - 안형혜
- 히스테리아 - 장만민
- 꼬리 - 김후중
- 친구 - 곽기봉
- 그 언덕을 지나는 시간 - 방성준
- 김희선 - 김민주
- 동아 - 권예지
- 신기록 - 허지은 외 1명
- 시체들의 아침 - 이승주
- 자유연기 - 김도영